# Християн
Християн (грец. Χριστιαηος) — чоловіче ім'я, поширене у Скандинавії, Данії та Норвегії. Має етимологію від Христос (грец. Χριστός у перекладі з грецької та латини — «християнин», «той, який належить Христові», «послідовник віри Ісуса Христа». Існує також варіант Крістіан.

## Відомі носії
- Християн Гюйгенс
- Християн Людвіг Брем
- Еміль Християн Гансен
- Йоганн Християн Енґель
- Християн Раковський

У формі Крістіан
- Крістіан Ґоттфрід Ернберг
- Йоганн Крістіан Бах
- Ганс Крістіан Грам

## Правопис імені Christian українською
Український мовно-інформаційний фонд НАН України у березні 2011 дав таке роз'яснення стосовно правопису імені Christian українською:

… стосовно правопису імені Christian українською мовою повідомляємо, що воно прийшло в українську з різних мов, у яких має свою національну традицію. Не викликає сумніву, що наша лінгвальна практика не має відтворювати всі особливості вимови й написання тих мов, де назване ім'я виникло. Варто виходити із сучасних фонетичних, орфоепічних, графічних, правописних можливостей української мови, а також ураховувати правила транслітерації. Виходячи з цього, вважаємо, що доречними в українській мові початку XXI ст. виступають два варіанти написання імені, які в ній активно побутують — Крістіан і Християн. Це основні форми, але можуть виникати та функціонувати й інші. Перше із названих імен уже дещо утрадиційнилося в радянську добу відповідно до попередніх і чинного правописів, а також поширене в англомовній традиції. Друге — нині активно прокладає собі шлях у сучасній українській мові та має всі підстави закріпитися в ній, оскільки:
1. інтенсифікувалося у вживанні (особливо представниками молодшого і середнього поколінь);
2. має етимологію від Христос (Christian у перекладі з грецької та латини — «християнин», «той, який належить Христові», «послідовник віри Ісуса Христа»)
3. асоціюється із співзвучним і добре та давно адаптованим жіночим ім'ям Христина (Христя, Христинка), тобто тут активно діє і впливає аналогія;
4. відповідно до фонетичних і орфоепічних законів української мови у звукосполученні кр відбувається дисиміляція, тому що перший звук — це чисто проривний, а другий має названий компонент, бо він — зімкнено-прохідний (пор. ще: крест — хрест).

До того ж, імена і прізвища видатних особистостей інколи приходять в українську мову з різних мов і вживаються у ній у формі, прийнятій у мові-джерелі: наприклад, ім'я і прізвище видатного футболіста Кріштіану Роналду будемо використовувати в питомій для нього формі, тобто в португальськомовній, не вигадуючи нічого «нового».